# Ōmura Koyō
Ōmura Koyō (japanisch 大村 廣陽; geboren 1891 in Higashimura (Präfektur Hiroshima); gestorben 1983) war ein japanischer Maler der Nihonga-Richtung.

## Leben und Werk
Ōmura Koyō machte 1911 seinen Studienabschluss an der „Hochschule für Kunst und Kunstgewerbe Kyōto“ (京都市立美術工芸学校, Kyōto shiritsu bijutsu kōgei gakkō) und beendete 1914 eine Fortbildung an seiner Alma Mater. Sein Lehrer war Takeuchi Seihō, und so trat er 1914 in dessen Schülerkreis, in die „Takezue-kai“ (竹杖会), ein. Während er seine Fortbildung absolvierte, stellte er auf der Ausstellungsreihe „Shinko Bijutsu-ten“ (新古美術展) aus, wo er dreimal mit einem vierten Platz ausgezeichnet wurde.
Bereits 1911 wurde er zur Ausstellungsreihe „Bunten“ zugelassen. Dort stellte er sechsmal, auf der sich anschließenden „Teiten“, wo er ab 1929 juryfrei ausstellen konnte, 13-mal und auf der darauf folgenden „Shin-Bunten“ viermal aus. 1931 war er auf der Ausstellung japanische Malerei in Berlin zu sehen.
1935 war Ōmura auf Einladung auf der „Bunten“ zu sehen, 1940 während der „Kunstausstellung zur Feier der Reichsgründung vor 2600 Jahren“ (紀元二千六百年奉祝美術展, Kigen 2600-nen hōshuku bijutsu-ten) und während der Kriegszeit auf weiteren Ausstellungen.
Nach dem Zweiten Weltkrieg malte er eine Zeitlang nicht. Aber ab 1954, der 10. „Nitten“, und der Ausstellungsreihe „Kansai Sōgō Bijutsu-ten“ (関西総合美術展) und an anderen Orten stellte er wieder aus.